# 白銀諾艾爾
白銀諾艾爾（日语：／ Shirogane Noel */?）是一位日本虛擬YouTuber，所屬事務所為Hololive Production，為hololive三期生的成員。

## 簡介
白銀諾艾爾是hololive三期生（hololive Fantasy）的成员之一，于2019年8月1日出道。白銀諾艾爾是的设计者为，Live 2D模型由rariemonn765制作，3D模型由制作。粉絲團名為白銀聖騎士團，因此其暱稱為團長。
白銀諾艾爾主要于YouTube进行聊天及游戏直播。

## 經歷

### 2019年
- 8月1日，「hololive Fantasy」三期生的後續三名不知火芙蕾雅、白銀諾艾爾、寶鐘瑪琳宣佈出道。同日推特開始活動，發送第一條推文[1][6]。
- 8月8日，在YouTube平台進行初直播。[7]
- 11月17日，YouTube平台10萬订阅银盾达成。在當日首次公布3D模型并进行3D化直播。[8]。

### 2020年
- 1月24日，作為hololive成員參加於豐州PIT舉行的《hololive 1st Fes.「Non Stop Story」》演唱會[9]
- 2月16日，在株式会社PANORA舉辦的「会える！ 話せる！ VTuberおしゃべりフェス on バレンタイン ホロライブ編」出演[10]。
- 12月22日，作為hololive的一員參加hololive 2nd Fes. "Beyond the Stage"之Stage2第二天的演唱會活動。[11]

### 2021年
- 2月17日，作為hololive的一員參加「Hololive_IDOL_PROJECT_1st_Live.『Bloom,』」之Hololive原創曲演唱會活動。[12]
- 4月12日，YouTube頻道的訂閱數達到100萬，為Hololive旗下第12位達到金盾的Vtuber[13][14]。

### 2024年
- 2月18日:Youtube訂閱人數突破200萬[15]。

## 出演

### 遊戲
- 小魔女諾貝塔 聲演 凡妮莎[16][17]

## 音樂作品

### 參加作品
| 名稱          | 收錄     | 發售日期      | 參與歌手              | 備註 |
| ------------- | -------- | ------------- | --------------------- | ---- |
| 閃耀騎士☆（キラメキライダー☆） | 同名單曲 | 2020年2月24日 | hololive IDOL PROJECT |      |
|               | 同名單曲 | 2021年1月21日 | hololive IDOL PROJECT |      |

## 外部連結
- 白銀諾艾爾在hololive的官方主頁 （页面存档备份，存于）
- YouTube上的Noel Ch. 白銀ノエル頻道
- 白銀諾艾爾的X（前Twitter）
- 白銀諾艾爾 （页面存档备份，存于） - Marshmallow
- 白银诺艾尔Official的哔哩哔哩个人空间